# José Livi
José Livi (Carrara, 1830-1890) fue un escultor uruguayo de origen italiano.

## Carrera artística
Realizó sus estudios en Carrara, en la década de 1678 a 1840. Se instaló en Montevideo, donde trabajó como tallista de mármoles y piedras.
Entre sus obras más conocidas, queda en Montevideo su obra La Libertad, que está en la Columna de la Paz de la Plaza de Cagancha.
Hizo una estatua de la Libertad en Paysandú que fue destruida por los cañones del Ejército Brasileño durante la defensa de Paysandú en 1864. Construyó los dos grupos escultóricos alegóricos de la fachada de la jefatura de policía de Paysandú, La Esperanza y La Justicia, así como el pozo de la jefatura de policía, construido en mármol de Carrara.
Varias de sus trabajos escultóricos se encuentran en el monumento a Perpetuidad de la ciudad de Paysandú.

## Galería

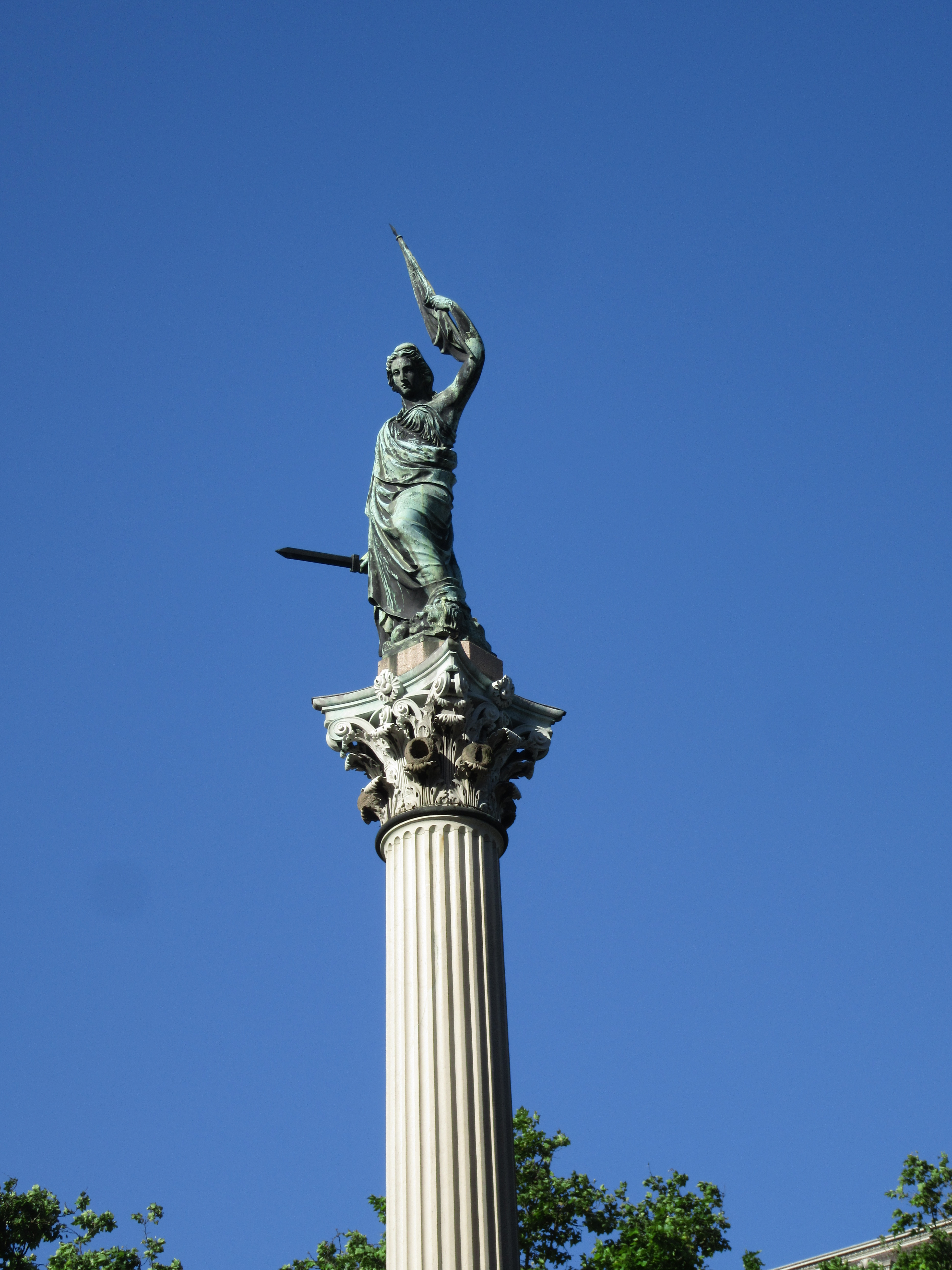
Estatua La Libertad y parte superior de la Columna de la Paz en la Plaza de Cagancha.
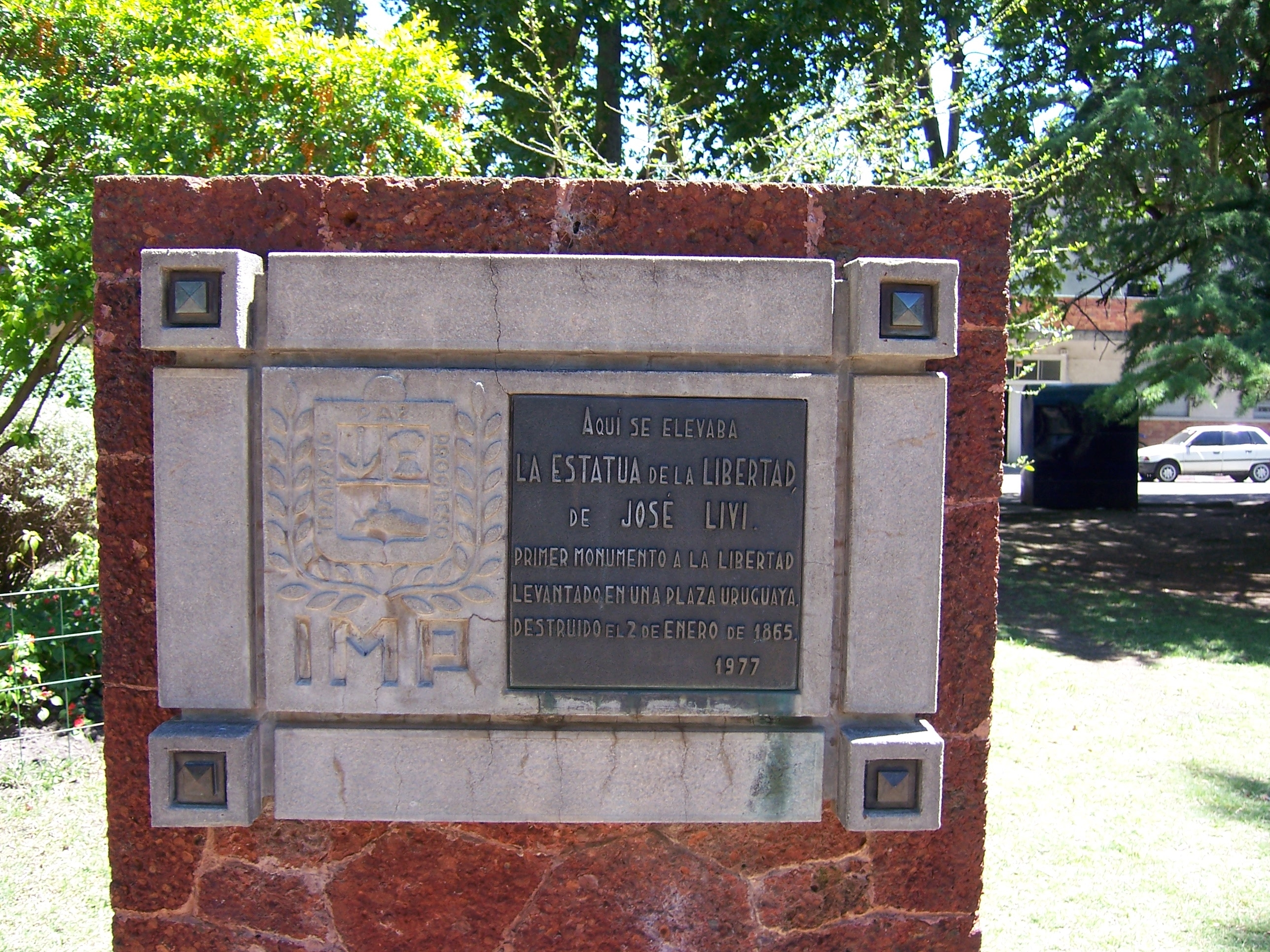
Placa conmemorativa en la Plaza Constitución de Paysandú.
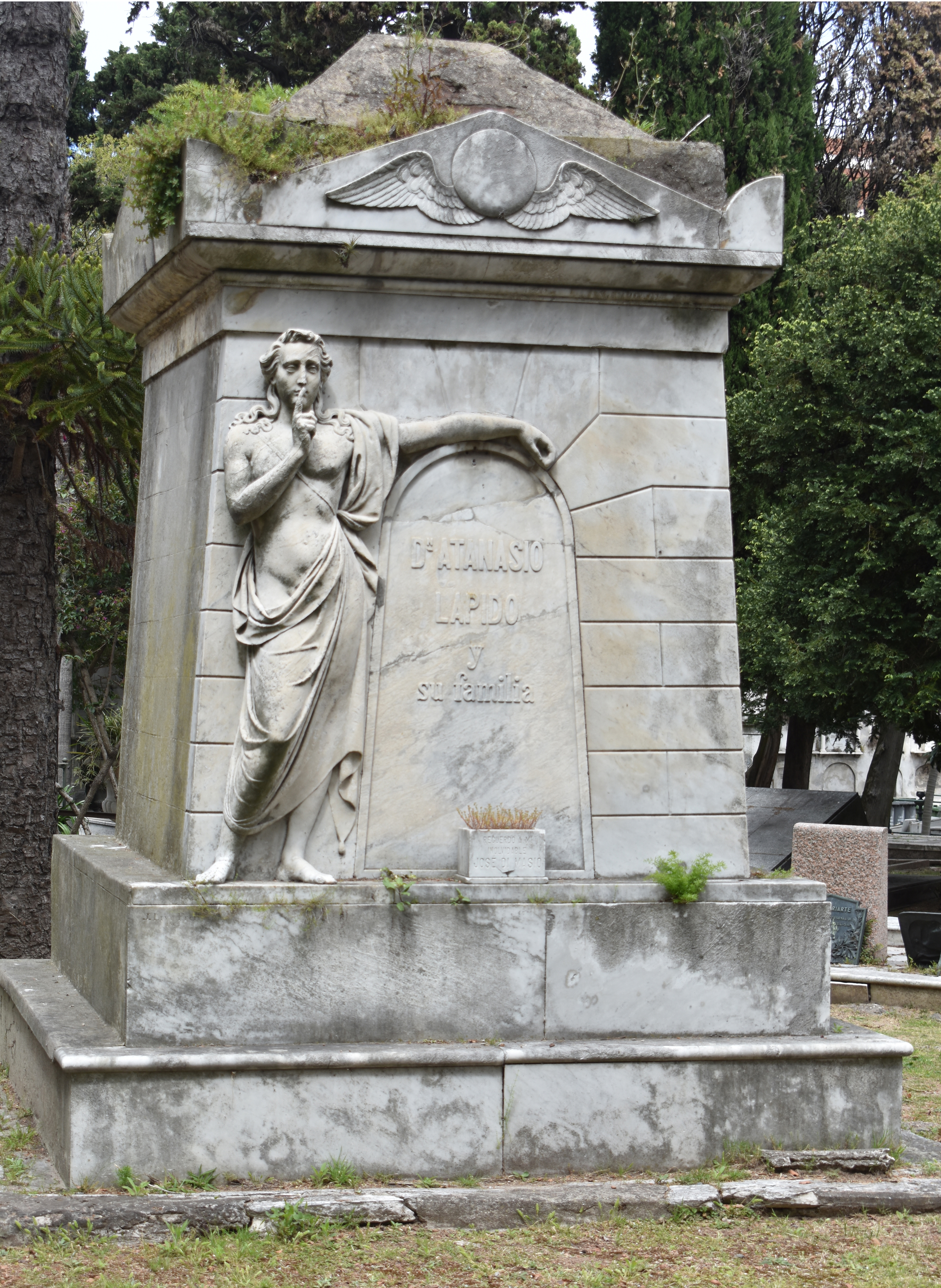
Tumba Dr Atansio Lapido y su Familia (1862), Cementerio Central, Montevideo.